# كريس غودناو
كريس غودناو (بالإنجليزية: Chris Goodnow)‏ هو عالم مناعة أسترالي وأمريكي، ولد في 19 سبتمبر 1959.